# Линден, Дебби
Де́бби Ли́нден (англ. Debbie Linden; 22 февраля 1961 года, Глазго, Шотландия, Великобритания — 5 ноября 1997 года, Кингстон-апон-Темс, Суррей, Великобритания) — британская фотомодель и актриса.
Начала свою карьеру в конце 1970-х годов в качестве модели и актрисы. Прославилась ролью секретаря в комедийном сериале «Спасибо за покупку». Всего сыграла в кино примерно 10 ролей, в основном снималась в сериалах.
Последние годы жизни актриса страдала наркоманией, что в итого и привело к её смерти. 36-летней Дебби Линден не стало в ночь с 4 на 5 ноября 1997 года. Причиной смерти стала передозировка героина. Рассел Эйнсворт, друг Линден, был приговорён к 2,5 годам лишения свободы за доставку для неё наркотиков.